# Gość oczekiwany (spektakl)
Gość oczekiwany – spektakl telewizyjny z 1994 roku w reżyserii Artura Hofmana.
Spektakl jest adaptacją i ekranizacją sztuki (utworu dramatycznego) Zofii Kossak-Szczuckiej z 1948 roku pt. Gość oczekiwany.

## Obsada[1]
- Andrzej Hudziak - Józef Kurek
- Andrzej Grabowski - Filip Młynarz
- Edward Linde-Lubaszenko - Rokita
- Anna Dymna - Dewotka Ambrożowa
- Elżbieta Karkoszka - Żona Kurka
- Henryk Machalica - Dziad Walenty
- Krzysztof Globisz - Dziennikarz
- Jerzy Grałek - Społecznik
- Jerzy Święch - Polityk
- Zbigniew Kosowski - Wójt
- Marcin Kuźmiński - Policjant
- Iwona Bielska - Kuma I
- Anna Tomaszewska - Kuma II
- Joanna Hofman - Zosia
- Jerzy Radziwiłowicz - Głos Jezusa
- Ewa Kaim - Hanka
- Urszula Kiebzak - Żona Filipa
- Sławomir Federowicz - Jezus
- Andrzej Franczyk - Fotograf
- Radosław Krzyżowski - Bzura
- Grzegorz Łukawski
- Monika Rudy - Sierotka
- Ewa Ciepiela - Kucharka; nie występuje w napisach
- Mateusz Janicki - Służący; nie występuje w napisach

## Fabuła
Akcja koncentruje się wokół odwiedzin, jakie zapowiedział tytułowy gość - Jezus. Jego przybycia oczekują równie
niecierpliwie wiejski biedak i bogaty młynarz. Obok dwóch głównych bohaterów pojawiają się interesowny społecznik, szukający sensacji dziennikarz, obłudna dewotka, bezpardonowo walczący o wyborców polityk i wiele innych postaci, uosabiających doskonale znane dorosłym, a nieobce też dzieciom ludzkie postawy i zachowania. Opowieść o "Gościu oczekiwanym" jest zarazem przypowieścią o wierze, nadziei i pokorze, ale także o pysze, zachłanności, głupocie. O karze i o nagrodzie, nawet dla grzesznika, jeśli zrozumie własne błędy i poprosi o przebaczenie. Tak uniwersalna w swej wymowie sztuka, wyrasta jednak z polskiej obyczajowości i tradycji. Widowisko zostało zrealizowane w naturalnych wnętrzach starych chat z połowy ubiegłego stulecia, ze starannie odtworzonym oryginalnym wystrojem.